# Doris Norton
Doris Norton (...) è una musicista e compositrice inglese naturalizzata italiana. La sua carriera iniziò negli anni '70 con la band di rock progressivo italiano chiamata Antonius Rex, per poi sviluppare una carriera propria dall'inizio degli anni '80 nell'ambito della computer music e poi evolversi nella Techno e nella Trance anni '90.

## Biografia

### 1974-1980: Antonio Bartoccetti e gli Antonius Rex
Ad inizio anni '70 Doris Norton si trasferisce a Milano dove conosce Antonio Bartoccetti, suo futuro marito, che allora era impegnato nel gruppo musicale rock progressivo italiano chiamato Jacula, e fu anche grazie al suo ingresso nella band, che il progetto cambiò nome in Antonius Rex nel 1974. Negli Antonius Rex, Doris Norton porta avanti la propria ricerca nel campo della musica elettronica, utilizzando un Roland System 700 ed un Minimoog.
Fu del 1977 l'album dark-prog Zora, uscito per la Tickle, che vedeva anche brani scritti assieme ad Angelo Serighelli e Franco Mussita del gruppo dei Raminghi, riprendendo nel titolo il nome dell'omonimo fumetto. Il 1977 è anche l'anno di nascita del figlio Anthony.
Nel 1978 pubblicarono il loro secondo album intitolato Ralefun (Radio Records), un disco dai suoni decisamente più morbidi e maggiormente influenzato dal progressive folk, che conservava comunque ampi spazi di matrice strumentale dedicati "alla sperimentazione dove salta fuori decisa la vena misterica" del gruppo. Sempre con gli Antonius Rex la Norton suona su Anno Demoni (Musik Research, 1979) e Praeternatural (Musik Research, 1980).
In questo periodo Doris Norton si trasferisce con la famiglia nelle Marche, regione natale di Bartoccetti, e viene ospitata in un'ala del castello di Camerino dalla famiglia Monaldi. Dopo qualche anno si trasferisce a Cerreto d'Esi, dove stabiliscono anche il loro studio di produzione e registrazione.

### 1980-1990: La carriera solista e computer music
(Intervista a Doris Norton (1984))
Fu anche grazie alla sua attività pionieristica nell'ambito della sperimentazione sintetica musicale che Doris Norton entrò in contatto con la Apple Computer e con la Roland Corporation music instruments, che sponsorizzarono le sue prime registrazioni al Fontana Studio 7 di Milano, fornendo così il materiale che andrà a comporre l'album Under Ground (Musik Research), uscito in pochissime copie. Fu quindi del 1981 il suo primo vero album pubblicato dalla Disco Più con il titolo Parapsycho, un disco che seppur secondo alcuni ancora acerbo ed attaccato a strutture e sonorità del rock progressivo, contiene già le intuizioni che la porteranno a sviluppare il suo stile degli anni successivi. L'album divenne comunque un oggetto di culto, alternando brani come la title track che è ancora intriso di sonorità dure e chitarre distorte,  a brani dolci e morbidi dal sapore cosmic rock come Ludus, che secondo alcuni avrebbe ispirato Angelo Badalamenti per il tema de I segreti di Twin Peaks. Nello stesso anno esce Raptus - Vol. 1 (Durium, 1981), che oltre a vedere il solito Bartoccetti alla chitarra marcava la collaborazione con Tullio De Piscopo alla batteria, in un album che si muoveva ora più consapevolmente su sonorità all'avanguardia che apparivano ancora fresche dopo anni dalla pubblicazione. All'album seguì il video per la TV del singolo Psychoraptus prodotto e diretto da Toni Occhiello.
Tra il 1983 ed il 1985 diede alle stampe la propria trilogia formata dagli album Nortoncomputerforpeace (Durium, 1983), Personal Computer (Durium, 1984) ed Artificial Intelligence (Globo Records, 1985), con cui l'autrice prende le distanze dalle sonorità chitarristiche e dai retaggi prog per elaborare una teoria compositiva incentrata sulla matematica e sull'utilizzo del computer al fine di rendere minimo l'intervento dell'autore, radicalizzando provocatoriamente questa posizione fino a definirsi più una programmatrice che non una musicista. Nell’autunno del 1985 si esibisce presso l’Electronic Art Festival di Camerino in un concerto documentato dalle telecamere di Rai 3, ed il 26 novembre esegue come ospite alcuni brani live a Bit, programma televisivo di Italia 1 dedicato alle tecnologie informatiche e condotto da Luciano De Crescenzo.
Nel 1986 Doris Norton diventa consulente della IBM nello sviluppo di programmi per la composizione musicale, con cui poi andrà a comporre i suoi successivi album Automatic Feeling (Nuova Era, 1986) e  The Double Side Of The Science (Musik Research, 1990), entrambi pubblicati nell'allora rarissimo supporto CD. Entrambi gli album risentono delle sonorità ambient/new age di quel periodo, con un temporaneo ritorno nel lavoro del 1990 all'utilizzo dell'organo elettronico e di strumenti acustici.

### 1990-1999: La Techno ed il Cocoricò
Tra il finire degli '80 e l'inizio dei '90 viene ampiamente sdoganata anche in Europa la techno, che contemporaneamente inizia a contaminarsi con altri generi come house music, breakbeat e new beat, distanziandosi sempre più dall'originario genere nato a Detroit. È in questo periodo che anche Doris Norton inizia ad interessarsi ai nuovi generi dance, per pubblicare una serie di 12", più adatti al mercato veloce della musica da discoteca. Il primo esperimento in questo senso fu il remix realizzato con un IBM P-70 del brano degli Antonius Rex intitolato Ego Sum Qui Sum presente in Anno Demoni (Musik Research, 1991) che venne pubblicato nel 1991 dalla milanese Meet Records di Pippo Landro. Seguì 01 Rave (Top Secret Records, 1991), un brano che mescolava pianoforti digitali a sonorità breakbeat/hardcore composto assieme a Mario Di Giacomo della Cut Records. Poi 08 Rave (Top Secret Records, 1992) e Tairah (Top Secret Records, 1993), quest'ultimo registrato presso lo studio di Terry Williams a New York. Nasce in questi anni il progetto di etichetta della famiglia Bartoccetti denominato S.O.B. (Sound Of The Bomb), con il quale la Norton darà alle stampe i suoi primi lavori diretti verso sonorità Trance come Trance Figuraction (1993) e Next Objective 3 (1995), oltreché gli album della serie Techno Shock usciti in tre distinti volumi, frutto della collaborazione col figlio Rexanthony.
Mentre il figlio Rexanthony comporrà negli anni successivi altri 7 volumi della serie Techno Shock, Doris Norton porterà avanti una nuova collana di album ancor più radicalmente Trance inaugurata con il primo album Next Objective. Obbiettivo futuro (S.O.B. (Sound Of The Bomb), 1993) a cui seguiranno Next Objective2 (S.O.B. (Sound Of The Bomb), 1994) e Next Objective3 (S.O.B. (Sound Of The Bomb), 1995) che si spinge fin quasi alla Trancecore.
Tra il 1994 e 1995 la Norton collaborò con Loris Riccardi del Cocoricò, dove Rexanthony svolge l'attività di Dj, realizzando anche gli album “Cocoricò 2” e “Cocoricò 3”. Ma fu in questi anni che Doris Norton sottrasse sempre più il proprio nome dalle pubblicazioni lasciando così visibilità maggiore a Rexanthony che ormai pubblicava successi importanti in ambito dance, per ritirarsi dalla scena di li a poco.
Contemporaneamente alle produzioni Techno, ad inizio anni '90 si era rinnovato l'interesse sugli Antonius Rex, anche grazie al revival del rock progressivo: oltre al già citato Anno Demoni che raccoglieva registrazioni degli Antonius Rex tra il 1969 ed il 1979 ristampato dalla Musik Research nel 1991, fu l'etichetta specializzata sul rock progressivo Mellow Records a ristampare Zora nel 1994.

### 2000-in poi: Compilation, ristampe e reunion
Se ad inizio 2000 continuavano le ristampe delle vecchie registrazioni degli Antonis Rex, come Neque semper arcum tendit rex (Black Widow Records, 2002) e Praeternatural (Black Widow Records, 2003), dall'inizio degli anni '10, sulla scia della rivalutazione del synth-pop e della new wave anni '80 i lavori di computer music della Norton vengono inseriti in numerose compilazioni, tra le quali sono da ricordare Le Pioniere Della Musica Elettronica (Auditorium Edizioni, 2012), Metal Dance 2 (Industrial New Wave EBM Classics & Rarities 79-88) (Strut 2012) e Mutazione (Italian Electronic & New Wave Underground 1980-1988) (Strut, 2013). In quest'ottica seguirono le ristampe di Raptus Vol. 1 nel 2011 e di Parapsycho del 2013 ad opera della Black Widow Records di Pino Pintabona e poi nel 2018 Nortoncomputerforpeace, Personal Computer ed Artificial Intelligence per la romana Mannequin di Alessandro Adriani e Carlo Cassaro.
Nel 2005 era intanto uscito il DVD del cortometraggio Magic ritual (1977) di Doris Norton con le colonne sonore degli Antonius Rex. Nel 2006 sempre gli Antonius Rex pubblicarono invece il primo album dichiaratamente nuovo intitolato Switch on dark (Black Widow Records), a cui seguirono Per Viam (Black Widow Records, 2009) e Hystero Demonopathy (Black Widow Records, 2013).

## Discografia

### Solista[25]

#### Album
- 1980 - Under Ground (LP, Musik Research)
- 1981 - Parapsycho (LP, Disco Più)
- 1981 - Raptus - Vol. 1 (LP, Durium)
- 1983 - Nortoncomputerforpeace (LP, Durium)
- 1984 - Personal Computer (LP, Durium)
- 1985 - Artificial Intelligence (LP, Globo Records)
- 1986 - Automatic Feeling (LP, Nuova Era)
- 1990 - The Double Side Of The Science (LP, Musik Research)
- 1992 - Techno Shock (LP, S.O.B. (Sound Of The Bomb))
- 1992 - Techno Shock 2 (LP, S.O.B. (Sound Of The Bomb))
- 1993 - Techno Shock 3 (LP, S.O.B. (Sound Of The Bomb))
- 1993 - Obiettivo Futuro - Next Objective (LP, S.O.B. (Sound Of The Bomb))
- 1994 - Next Objective 2 (LP, S.O.B. (Sound Of The Bomb))
- 1995 - Next Objective 3 (LP, S.O.B. (Sound Of The Bomb))

#### Singoli ed EP
- 1991 - Ego sum qui sum (12", Meet Records)
- 1991 - 01 Rave (12", Top Secret Records)
- 1992 - 08 Rave (12", Top Secret Records)
- 1993 - Trance Figuraction (12", S.O.B. (Sound Of The Bomb))
- 1993 - Tairah (12", Top Secret Records)
- 1995 - Next Objective 3 (12", Top Secret Records)
- 2015 - Don't Stop Now (2012 Remake) (12", Top Secret Records)
- 2020 - Chagrin Et Plaisir / 25th Anniversary Edition (Part_1) (12", Top Secret Records)

### Con Antonius Rex
- 1977 - Zora (Tickle, TLPS 5013; ristampato nel 1978 come TLPS 5018, e in CD nel 1994)
- 1978 - Ralefun (Radio Records, ZPLRR 34048; ristampato in CD nel 1994)
- 1979 - Anno Demoni (Musik Research, AR LP 00-499; ristampato in CD nel 1992)
- 1980 - Praeternatural (Musik Research; ristampato in CD nel 2003)
- 1992 - Pig in the Witch (D&W, singolo)
- 2002 - Neque semper arcum tendit rex (CD, Darkness, DRK 40-18, 2002, originariamente concepito nel 1974)
- 2005 - Magic Ritual (Black Widow Records, BWR 083)
- 2006 - Switch on Dark (Black Widow Records, BWR 099)
- 2009 - Per viam (Black Widow Records, BWR 126)
- 2012 - Hystero demonopathy